# Reinhard Kölbel
Reinhard Kölbel (* 21. Dezember 1937) ist ein deutscher Arzt und Hochschullehrer.

## Leben
Nach dem Abitur 1957 studierte er Medizin (1963 medizinisches Staatsexamen). Nach der Promotion 1967 zum Dr. med. war er von 1969 bis 1979 Orthopäde im Oskar-Helene-Heim Berlin. Nach der Habilitation 1976 an der FU Berlin war er von 1980 bis 1985 Professor (C3) für Orthopädie und von 1985 bis 1999 Professor für Sportmedizin an der Universität Hamburg.
Kölbels Haupt-Arbeitsgebiete als Wissenschaftler waren Behindertensport, Anatomie und Biomechanik, seine klinischen Schwerpunkte Schulterchirurgie und Schuhversorgung von Diabetikern. 1987 war er Gründungsmitglied und Leiter des Arbeitskreises Schulter der Deutschen Gesellschaft für Orthopädie und Traumatologie (DGOT), aus dem später die D-A-CH Vereinigung für Schulter- und Ellenbogenchirurgie (DVSE) hervorging.

## Schriften (Auswahl)
- Spätergebnisse der Nucleotomie. Nachuntersuchung von 90 Patienten. 1967, Dissertation, OCLC 314675594.
- Mechanische Eigenschaften der Verbindung von spongiösem Knochen mit Polymethylmetacrylat und ihre Bedeutung für die Verankerung von Hüftgelenkstotalendoprothesen. 1976, Habilitationsschrift, OCLC 720822567.
- Reinhard Kölbel, Bodo Helbig, Walter Blauth (Hrsg.): Schulterendoprothetik. Springer, Berlin 1987, ISBN 3-540-16278-X. Neuauflage Springer, Berlin 2014, ISBN 978-3-662-09823-3.